# Mireasa (film)
Mireasa (The Bride) este un film din 1985 regizat de Franc Roddam. În rolurile principale au jucat Sting, Jennifer Beals, Anthony Higgins și Clancy Brown.

## Distribuție
- Sting - Baron Charles Frankenstein
- Jennifer Beals - Eva
- Clancy Brown - Viktor, the Monster
- Geraldine Page - Mrs. Baumann
- David Rappaport - Rinaldo the Dwarf
- Anthony Higgins - Clerval
- Alexei Sayle - Magar
- Veruschka von Lehndorff - Countess
- Quentin Crisp - Dr. Zalhus
- Cary Elwes - Captain Josef Schoden
- Phil Daniels - Bela
- Timothy Spall - Paulus
- Ken Campbell - Pedlar
- Guy Rolfe - Count
- Tony Haygarth - Tavern Keeper

## Legături externe
- Mireasa la Internet Movie Database

## Vezi și
- Mireasa lui Frankenstein

Format:Franc Roddam